# El laberinto del fauno

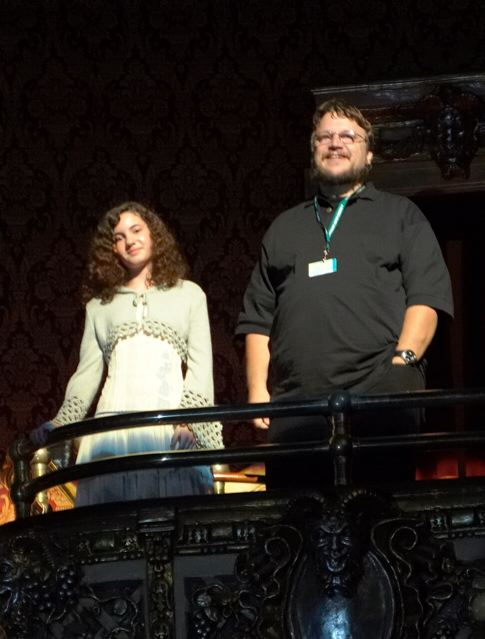
Ivana Baquero en Guillermo del Toro krijgen een staande ovatie na de première van El laberinto del fauno tijdens het Toronto Filmfestival

El laberinto del fauno (Engelse titel: Pan's Labyrinth) is een Spaans-Mexicaanse fantasyfilm uit 2006, geschreven en geregisseerd door Guillermo del Toro. De titel refereert aan de faun uit de Romeinse mythologie. De Engelse titel Pan's Labyrinth verwijst naar de faun-achtige Griekse god Pan, hoewel de faun in deze film niet Pan is. 
De film die verscheidene Golden Globe- en Academy Award-nominaties in de wacht sleepte, beleefde haar première op het Filmfestival van Cannes in 2006 en verscheen achtereenvolgens in het Verenigd Koninkrijk, Verenigde Staten en Canada, en de rest van de wereld op 24 november, 29 december 2006 en 19 januari 2007 voor het eerst op het witte doek. De film won veel Amerikaanse en internationale prijzen.

## Verhaal
De inleiding door de faun verhaalt van een prinses Moanna, dochter van de koning van de onderwereld, die nieuwsgierig wordt naar de bovenwereld en ontsnapt aan haar bewakers. Aan de aardoppervlakte gekomen verblindt de zon haar herinneringen. Gedoemd om als mens oud te worden en te sterven laat ze het koninkrijk in grote ontreddering achter. Haar vader gelooft echter heilig dat haar ziel uiteindelijk terug zal keren gereïncarneerd in een ander lichaam.
De film speelt in het fascistische Spanje van 1944, na de Spaanse Burgeroorlog (1936-1939) en de machtsovername door Franco. Ofelia, een jong meisje verdiept in een boek met sprookjes, is met haar hoogzwangere moeder Carmen op weg naar haar stiefvader kapitein Vidal, tevens de vader van haar ongeboren halfbroertje. Vidal, kapitein in Franco's falangistische leger, is de zoon van een in Marokko omgekomen generaal. Hij heeft de opdracht een groep guerrillastrijders die zich ophoudt in het bos en rond een oude molen, op te sporen en uit te schakelen.
Gaandeweg de reis ontdekt Ofelia een vliegende wandelende tak, waar zij een elfje in ziet. Het wezen volgt hen naar hun nieuwe tehuis waar Ofelia een oud doolhof vindt. Voordat Ofelia de dwaaltuin binnen kan gaan ontmoet ze Mercedes - hoofd van de huishouding van Vidal en zuster van Pedro, het hoofd van de rebellengroep voor wie zij spioneert - die haar ervan weerhoudt het doolhof in te gaan. 
Die nacht verschijnt het vliegende wezentje opnieuw in Ofelia's slaapkamer waar het transformeert in een elf en Ofelia door het doolhof leidt. Daar ontmoet ze de faun die haar herkent als de verloren prinses Moanna en haar de opdracht geeft drie taken uit te voeren vóór volle maan, om zeker te zijn dat haar diepste wezen als onsterfelijke intact is gebleven.
Ofelia volbrengt haar eerste taak - het verkrijgen van een sleutel uit de buik van een enorme pad - maar ze vreest voor haar moeder die uitgeput is door de reis en wier conditie verslechtert; de faun geeft Ofelia daarom een mandragora, een alruinwortel, waardoor haar moeders toestand verbetert. Ofelia slaagt vervolgens in haar tweede taak: het stelen van een versierde dolk van de 'Bleke man'. Ondanks de waarschuwing vooral niets te eten of te drinken van de tafel van Bleke man, neemt ze toch twee vruchten. De Bleke man ontwaakt hierdoor en doodt twee elfjes terwijl Ofelia ternauwernood ontsnapt. Woedend om haar ongehoorzaamheid verdwijnt de faun met de mededeling dat ze noch naar het koninkrijk terug zal keren, noch hem weer zal zien. 
Ondertussen wordt het goedgunstige alruinmannetje ontdekt en verbrand. Ofelia's moeder sterft tijdens de bevalling mede omdat Vidal zijn legerarts opdracht gaf 'zijn zoon' te redden in plaats van zijn vrouw. Het jongetje leeft. Ondertussen wordt het verzet van de rebellen en de dorpelingen tegen Vidal en zijn fascisten steeds heviger. Vidal is uitzinnig van woede. Als Mercedes na de ontdekking van haar steun aan de rebellen moet vluchten, weet ze eerst Vidal nog te verwonden. 
Treurend om haar moeder en doodsbang voor kapitein Vidal die haar heeft opgesloten, ontvangt Ofelia toch nog de laatste opdracht van de vergevingsgezinde faun: ze moet haar broertje ontvoeren naar het labyrint. Daar slaagt ze in maar dan moet ze bloed van haar broertje offeren, 'onschuldig bloed' dat nodig is om de poort te openen. Ze weigert. Op dat moment verschijnt Vidal die Ofelia het kind afpakt en haar in het hart schiet. Ze valt op de trap naar de poort waar haar bloed op druppelt. Mercedes verschijnt met de rebellen die inmiddels het dorp hebben overgenomen. Ze zijn te laat om Ofelia te redden maar nemen Vidal de baby af. Als hij Mercedes vraagt het kind later te vertellen hoe laat zijn vader stierf, roept ze hem toe dat het kind zelfs nooit zijn vaders naam zal kennen waarna Vidal neergeschoten wordt. Ondertussen treedt Ofelia de onderwereld binnen als de verdwenen prinses omdat ze in haar laatste proef geslaagd is om geen onschuldig bloed te vergieten, maar nog liever zichzelf opofferde.

## Rolverdeling
| Acteur              | Personage                                  |
| ------------------- | ------------------------------------------ |
| Ivana Baquero       | Ofelia / Prinses Moanna                    |
| Sergi López i Ayats | Kapitein Vidal (als Sergi López)           |
| Doug Jones          | de Faun / Bleke man                        |
| Ariadna Gil         | Carmen / Koningin van de Onderwereld       |
| Maribel Verdú       | Mercedes                                   |
| Álex Angulo         | Dokter Ferreiro                            |
| Roger Casamajor     | Pedro                                      |
| Manolo Solo         | Luitenant Garcés                           |
| César Vea           | Luitenant Serrano                          |
| Federico Luppi      | Koning van de Onderwereld / Ofelia's vader |
| Pablo Adán          | Stem van de faun / Verteller               |